# Феодоровская икона Божией Матери (список икон)

Почитаемые списки Феодоровской иконы находятся в следующих храмах Русской православной церкви:
- Храм Святителя Николая в Клённиках в Москве. Икона написана в XIX веке.
- Феодоровский Государев собор в Царском Селе. Икона написана в XIX веке.

Также списки иконы находятся в следующих музеях и частных коллекциях:
| Название списка                                                                | Место написания                         | Время написания            | Материал                                                                    | Размер            | Находилась до 1917                                        | Находится в настоящее время                                        | Иллюстрация                                 |
| ------------------------------------------------------------------------------ | --------------------------------------- | -------------------------- | --------------------------------------------------------------------------- | ----------------- | --------------------------------------------------------- | ------------------------------------------------------------------ | ------------------------------------------- |
| Феодоровская с избранными святыми на полях                                     | Россия                                  | 1580                       |                                                                             |                   | Неизвестно                                                | Музей Русских икон, Массачусетс, США                               |                                             |
| Богоматерь Федоровская                                                         | Россия                                  | XVII век                   | Дерево, темпера, серебро, золото, сапфиры, алмазы, рубины, изумруды, жемчуг | 36 см х 27,7 см   | Александровский дворец Царского села                      | Государственный Эрмитаж, Санкт-Петербург, Инв. № ЭРО-8846          |                                             |
| Богоматерь Федоровская                                                         | Россия                                  | XVII век                   | Шелковые и металлические нити, холст, вышивка                               | 26 см х 19 см     | Неизвестно                                                | Государственный Эрмитаж, Санкт-Петербург, Инв. № ЭРП-922           |                                             |
| Богоматерь Федоровская                                                         | Россия                                  | Конец XVII века            | Дерево, левкас, темпера                                                     | 42,0 см х 34,5 см | Церковь Николая Чудотворца Гостунского Московского Кремля | Московский Кремль, № 2457 соб. Ж — 394                             |                                             |
| Икона Богоматери Федоровская                                                   | Кострома, иконописец Георгий Авраамов   | 1703                       | Дерево, левкас, темпера                                                     | 64,3 см х 49 см   | Неизвестно                                                | Государственный исторический музей, Москва, Инв. 58271 И VIII 3740 |                                             |
| Богоматерь Федоровская в серебряной раме                                       | Ярославль                               | Первая половина XVIII века | Дерево, темпера, серебро, позолота, чеканка, гравировка                     | 69 см х 50 см     | Неизвестно                                                | Государственный Эрмитаж, Санкт-Петербург, Инв. № ЭРО-7139          |                                             |
| Икона Богоматери Феодоровская                                                  | Россия                                  | 1759                       | Дерево, левкас, темпера                                                     | 65 см х 50 см     | Троицкий придел Успенской церкви на Апухтинке, Москва     | Государственная Третьяковская галерея, Москва, Инв. ДР-40          |                                             |
| Богоматерь Фёдоровская                                                         | Россия                                  | XVIII век                  | Дерево, левкас, темпера                                                     | 31,5 см х 27,5 см | Неизвестно                                                | Неизвестно, икона была в каталоге Сотбис                           | Theotokos of St. Theodore through Sotheby’s |
| Богоматерь Федоровская                                                         | Кострома                                | Вторая половина XVIII века | Дерево, левкас, темпера                                                     | 36 см х 31 см     | Неизвестно                                                | Музей-заповедник Коломенское                                       |                                             |
| Богоматерь Федоровская                                                         | Ярославль                               | Первая половина XIX века   | Дерево, левкас, темпера                                                     | 66,4 см х 51,3 см | Неизвестно                                                | Ярославский художественный музей, Ярославль                        |                                             |
| Богоматерь Феодоровская с избранными святыми, со сказанием и чудесами от иконы | Россия                                  | Середина XIX века          |                                                                             |                   | Неизвестно                                                | Собрание Виктора Бондаренко                                        |                                             |
| Богоматерь Феодоровская c чудесами                                             | Россия                                  | До 1900 года               |                                                                             | 106 см x 127 см   | Неизвестно                                                | Краеведческий музей города Городца                                 |                                             |
| Федоровская икона Богоматери                                                   | Москва, фирма Немирова-Колодкина        | Начало XX века             | Дерево, темпера, серебро, чеканка                                           | 31,4 см х 27 см   | Александровский дворец Царского села                      | Государственный Эрмитаж, Санкт-Петербург, Инв. № ЭРО-8754          |                                             |
| Икона Богоматери Федоровская                                                   | Москва, мастерская Г.И. и М.И.Чириковых | 1904                       | Дерево, левкас, темпера                                                     | 31 см х 28,5 см   | Неизвестно                                                | Частное собрание                                                   |                                             |